# Communauté de communes Terre de Granite
Die Communauté de communes Terre de Granite ist ein ehemaliger französischer Gemeindeverband mit der Rechtsform einer Communauté de communes im Département Vosges in der Region Grand Est. Der Gemeindeverband wurde am 1. Januar 2014 gegründet und umfasste neun Gemeinden. Der Verwaltungssitz befand sich im Ort Le Syndicat.

## Historische Entwicklung
Der Gemeindeverband entstand mit Wirkung vom 1. Januar 2014 durch die Fusion der Vorgängerorganisationen
- Communauté de communes de la Vallée de la Cleurie und
- Communauté de communes des Vallons du Bouchot et du Rupt.

Mit Wirkung vom 1. Januar 2017 fusionierte der Gemeindeverband mit
- Communauté de communes de la Haute Moselotte und
- Communauté de communes de Gérardmer-Monts et Vallées

und bildete so die Nachfolgeorganisation Communauté de communes des Hautes Vosges.
Abweichend davon schloss sich die Gemeinde Saint-Amé der Communauté de communes de la Porte des Vosges Méridionales an.

## Ehemalige Mitgliedsgemeinden
1. Basse-sur-le-Rupt
2. Cleurie
3. La Forge
4. Gerbamont
5. Rochesson
6. Saint-Amé
7. Sapois
8. Le Syndicat
9. Vagney